# Adalbert de Praga
Adalbert (n. 956 d.Hr., Libice nad Cidlinou⁠(d), Boemia Centrală, Cehia – d. 23 aprilie 997 d.Hr., Vistula Lagoon⁠(d), Rusia) a fost un misionar ceh, episcop de Praga, canonizat în anul 999. Este considerat drept sfânt patron al Boemiei, Ungariei, Poloniei și Prusiei.

## Viață
S-a născut în jurul anului 956, dintr-un principe boem al nobilei familii Slavnik și dintr-o mamă germană, Adilburga, rudă a împăratului Otto cel Mare. A primit numele de Vojciech, care înseamnă „ajutor al armatei”, și era destinat vieții militare, dar încă de mic, o boală l-a adus în pragul morții, și atunci părinții au făcut vot să-l dăruiască lui Dumnezeu pentru a-l putea salva.

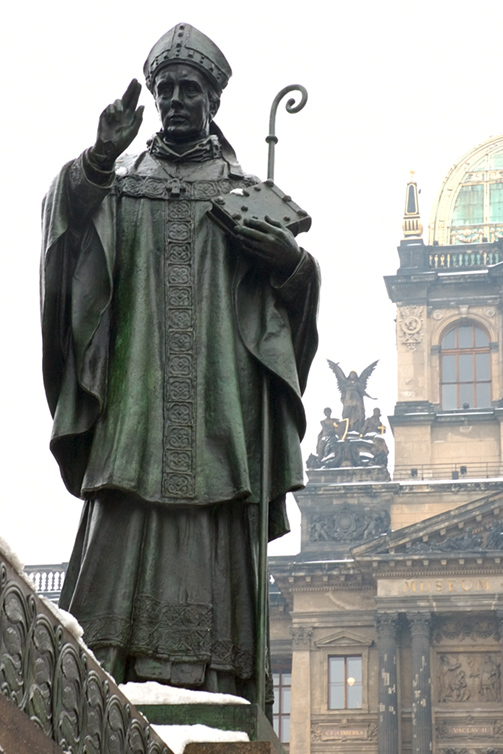
Statuia episcopului Adalbert, piața Wenceslau din Praga

Pentru a-și îndeplini promisiunea și pentru a-l orienta spre cariera ecleziastică, în anul 972, l-au trimis la Magdeburg, pe lângă faimoasa școală capitulară, punându-l sub protecția episcopului Adalbert de Magdeburg. La moartea mentorului său, a luat numele de Adalbert.
În anul 981 s-a întors în orașul său natal și, în același an, Dithmar, primul episcop al orașului Praga, l-a hirotonit preot. Mărturia vieții sale, pregătirea intelectuală, noblețea casei, totul îl pregătea pentru a-i deveni succesor. Acest lucru s-a petrecut în anul 982. La moartea episcopului, principele Boleslau al II-lea, clerul și poporul din Praga l-au ales ca păstor al lor. Împăratul Otto al II-lea a aprobat alegerea și mitropolitul l-a consacrat în ordinul episcopal, la 29 iunie 983, în scaunul său din Mainz.
Lui Adalbert nu i-a trebuit mult să-și dea seama că nu era ușor să-și evanghelizeze poporul. După șase ani de grea osteneală, nereușind să elimine poligamia, comerțul cu sclavi și vrăjitoriile, și neadaptându-se la intrigile familiilor nobile și la lipsa de ascultare a clerului, s-a considerat incapabil pentru misiunea de păstor și, în anul 988, a mers la Roma. I-a expus papei Ioan al XV-lea dificultățile sale, a pus în mâinile sale misiunea de episcop și a obținut permisiunea să se retragă în viața monastică.
Mai înainte de a se retrage în mănăstire, a întreprins un pelerinaj în Țara Sfântă. Prima oprire a fost la Monte Cassino și apoi în cenobiul din Valleluce, unde l-a întâlnit pe celebrul abate sfântul Nil, un mare învățător oriental. Nil aparținea ritului grec și, împreună cu călugării săi, fugise din Calabria pentru a se sustrage din calea arabilor din Sicilia și fusese primit de călugării de la Montecassino, care i-au dat împrumut mănăstirea din Valleluce aproape de Cassino. O dată cu trecerea timpului, nu putea să-și permită să ia în ordinul său un episcop de rit latin. Atunci, a scris o scrisoare și l-a sfătuit pe Adalbert să renunțe la ideea pelerinajului la Locurile Sfinte și să se întoarcă imediat la Roma pentru a se prezenta abatelui de la Mănăstirea Sant-Alessi. Aici ar fi găsit același stil de viață monastică, dar sub protecția directă a papei, și nimeni nu ar fi avut curajul să-l critice.
După ce a învățat multe de la Nil, Adalbert a plecat de la Roma cu un grup de doisprezece călugări, incluzându-l și pe fratele Gaudențiu. Sosit în patrie, a fondat abația de la Brevnov, care a devenit mai apoi centrul de răspândire al culturii și al evanghelizării lumii slave.
Zelul sfântului episcop nu s-a limitat la Praga, ci a inclus și Ungaria, unde l-a botezat la Esztergom pe viitorul rege Ștefan I al Ungariei.
Între timp Otto al III-lea, ajuns la Roma pentru a fi încoronat împărat, l-a cunoscut pe Adalbert și a rămas impresionat de cultura și sfințenia sa. Un om de acel calibru nu putea să rămână “înmormântat” într-o mănăstire romană. Între timp, arhiepiscopul de Mainz se întorcea din nou la muncă, cerând papei și împăratului să-l trimită din nou pe Adalbert la Praga, ca fiind singura persoană potrivită pentru acea dificilă misiune.

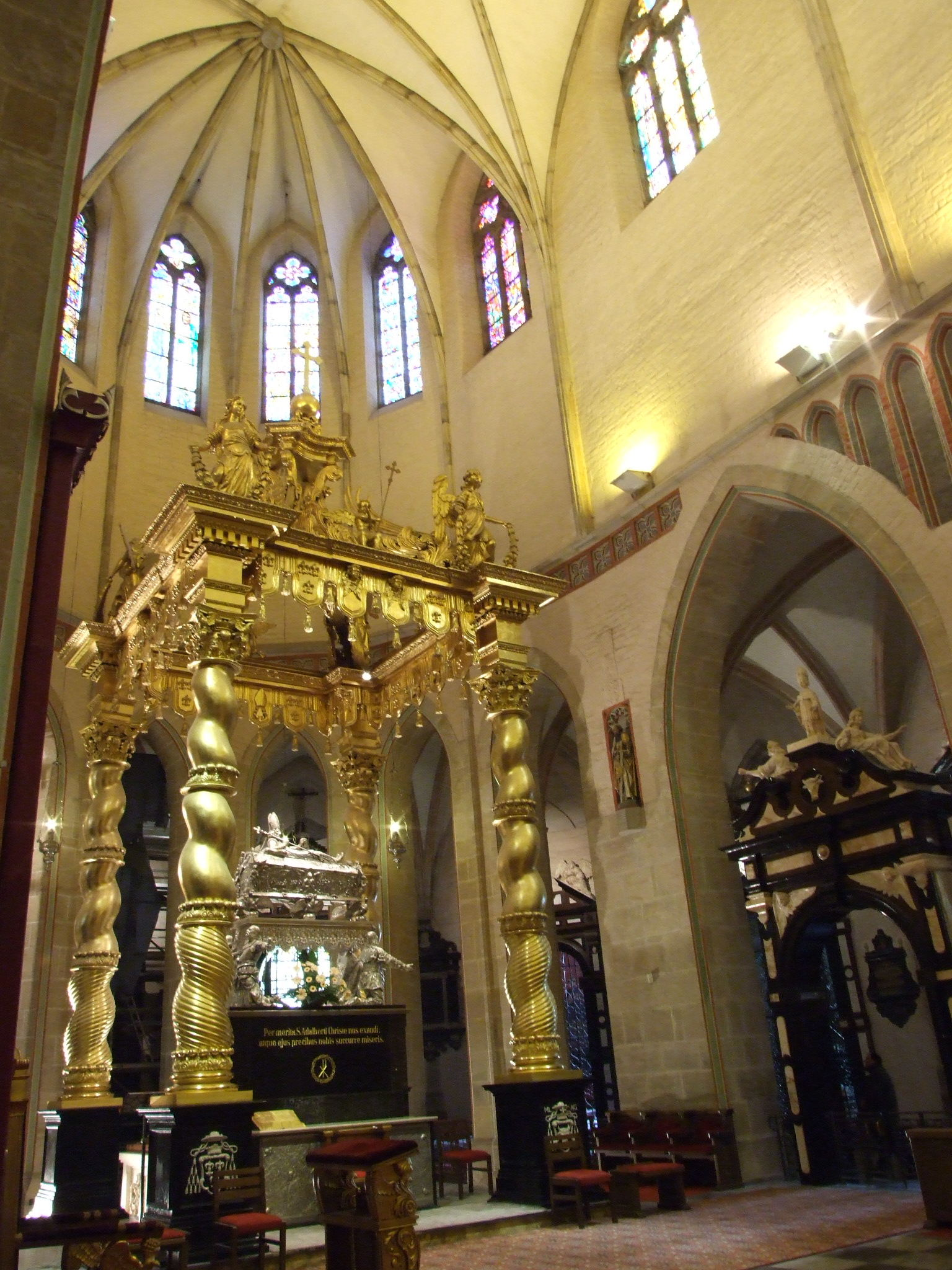
Racla cu moaștele lui Adalbert, Catedrala din Gniezno, Polonia

În timpul călătoriei a aflat că cei din dieceza sa nu numai că nu-l mai doreau, dar au ucis chiar unele dintre rudele sale.
După ce a rămas pentru un timp alături de Otto al III-lea în calitate de consilier al său, a acceptat invitația principelui Boleslav I să meargă să evanghelizeze Polonia. Aici, opera sa a fost încununată cu succes și el a ajuns să poarte evanghelia până în Prusia orientală, la Gdansk.
Pe când se afla cu călugării săi la Tenkitten, locuitorii de aici l-au arestat. El îi întărea pe însoțitorii săi în acest fel: “Fraților, nu vă întristați! Voi știți că suferim aceste lucruri pentru numele Domnului: puterea sa întrece orice putere, frumusețea sa, orice frumusețe, tăria sa este de nedescris, milostivirea sa este extraordinară. Ce este atunci mai interesant și mai frumos decât să ne consumăm viața pentru preaiubitul nostru Isus?".
Cuvintele sale au trezit reacția șefului gărzii, care l-a zdruncinat cu o lovitură de lance. Adalbert a mai avut puterea atunci să ceară în rugăciune ca acele popoare să se regăsească împreună în iubirea față de adevăratul Dumnezeu. Era 23 aprilie a anului 997. Cei doi însoțitori ai sfântului au fost eliberați printr-o răscumpărare de mare preț. Principele polonez a răscumpărat, de asemenea, ceea ce a mai rămas din trupul martirului și a fost înmormântat în orașul Gniezno. Papa Silvestru al II-lea l-a proclamat sfânt în anul 999. În anul 1000 împăratul Otto al III-lea a ridicat Dieceza de Gniezno la rang de arhiepiscopie.

## Biserici cu hramul sfântului Adalbert de Praga
- Bazilica din Esztergom
- Biserica fortificată din Baraolt
- Biserica romano-catolică din Belani
- Biserica Sfântul Adalbert din Cracovia